# Silutitan
Silutitan — динозавр-завропод, що існував у ранній крейді (120 млн років тому). Описаний у 2021 році.

## Відкриття
Викопні рештки динозавра знайдено у 2016 році у відкладеннях формації Шенцзінькоу в області Хамі на півночі Сіньцзяня на заході Китаю. Він складався з озерних відкладень, що дозволило винятково зберегти скам'янілості. Серед викопаних скам'янілостей було шість шийних хребців з неушкодженими нервовими шипами.